# Ljudmila Suchnat
Ljudmila Kanstantsinauna Suchnat (belarusiska: Людміла Канстанцінаўна Сухнат; ryska: Людмила Константиновна Сухнат; Ljudmila Konstantinovna Suchnat), född 1938, är en sovjetisk-belarusisk politiker (kommunist).
Ljudmila Suchnat var utbildningsminister för vitryska SSR 1985–1988. 